# گودرت
گودرت (به آلمانی: Goddert) یک شهر در آلمان است که در وستروالدکرایس واقع شده‌است.